# براندون بومان
براندون بومان (بالإنجليزية: Brandon Bowman)‏ مواليد 15 أكتوبر 1984 في بيفرلي هيلز، هو لاعب كرة سلة أمريكي. بدأ مسيرته الاحترافية في سنة 2006. يبلغ طوله 6 قدم 9 بوصة (2.1 م). لعب كرة السلة الجامعية في جامعة جورجتاون.

## المسيرة الاحترافية
لعب مع تليكوم باسكتس بون في الدوري الألماني في موسم 2008–2009، ثم لعب مع نادي طوفاس الرياضي في الدوري التركي في موسم 2009–2010، ثم لعب مع لو مان سارت باسكت في الدوري الفرنسي في سنة 2011، ثم لعب مع سول سامسونج ثندرز في سنة 2012.

## روابط خارجية
- براندون بومان على موقع كرة السلة الأوروبية.كوم (الإنجليزية)
- براندون بومان على موقع كلية كرة السلة في سبورتس رفرنس.كوم (الإنجليزية)
- براندون بومان على موقع ريلجم (الإنجليزية)
- براندون بومان على موقع بروبوليرز (الإنجليزية)
- براندون بومان على موقع سبورتس رفرنس (الإنجليزية)
- براندون بومان على موقع سبورتس رفرنس (الإنجليزية)